# Управление продуктом
Управление продуктом (продукт-менеджмент, продакт-менеджмент от англ. product management) — организационная функция компании, занимающейся планированием, разработкой, запуском или маркетингом продуктов на всех стадиях их жизненного цикла. «Управление продуктом» также является и обобщающим термином, описывающим огромное количество разнообразных действий по выводу на рынок специфического продукта.
С точки зрения практической перспективы, продукт-менеджмент является профессиональной областью, которая включает в себя две профессиональные дисциплины: планирование продукта и маркетинг продукта. И все потому, что функциональные возможности продукта созданы для пользователя через продуктовое планирование усилий и что ценность продукта представлена покупателю через маркетинг действия.
Продуктовое планирование и маркетинг продукта сильно отличаются друг от друга, но из-за своей схожей природы, некоторые компании воспринимают их в качестве одного направления, которое называют продукт-менеджментом. После тщательной проработки становится вполне возможным функциональное разделение области продукт-менеджмента на 2 составляющие: планирование продукта и маркетинг продукта — при сохранении необходимой синергии между этими двумя направлениями. Отличие продукт-менеджера от маркетинг-менеджера заключается в том, что первый изучает аудиторию, чтобы влиять на продукт, а второй изучает продукт, чтобы влиять на аудиторию.